# Manuel Basulto Jiménez
Blahoslavený Manuel Basulto y Jiménez (17. května 1869 Adanero, Španělsko – 12. srpna 1936 El Pozo del Tío Raimundo, Druhá Španělská republika) byl španělský římskokatolický duchovní, biskup diecéze Lugo (1909–1919) a diecéze Jaén (1919–1936).

## Smrt
Během Španělské občanské války byl zajat, uvězněn a zavražděn republikány.

## Beatifikace
Pohřben je v kryptě Iglesia del Sagrario, která se nachází při severní stěně katedrály v Jaénu. Papež František jej blahořečil 13. října 2013 ve skupině bl. 522 španělských mučedníků, celou skupinu se katolická církev připomíná 6. listopadu, samotného biskupa Manuela pak lze ještě vzpomínat o výročí jeho smrti.